# David Engström
Carl David Engström, född 7 augusti 1990 i Västerås, är en svensk före detta fotbollsspelare. 

## Karriär
I december 2016 värvades Engström av BK Häcken, där han skrev på ett ettårskontrakt. Inför säsongen 2018 skrev han på ett tvåårskontrakt med Örgryte IS.
Den 8 november 2019 återvände Engström till Västerås SK, där han skrev på ett tvåårskontrakt. I september 2021 förlängde Engström sitt kontrakt med två år. I augusti 2023 meddelade Engström att han avslutade sin fotbollskarriär efter att dragits med stora skadeproblem de senaste två åren.